# ME!
「ME!」（ミー）は、アメリカ合衆国のシンガーソングライターであるテイラー・スウィフトの楽曲で、ゲスト・ボーカルにアメリカ合衆国のポップ・ロック・バンドであるパニック!アット・ザ・ディスコのフロントマンのブレンドン・ユーリーが迎えられた。2019年4月26日にリパブリック・レコードによって7作目のスタジオ・アルバム『ラヴァー』からの先行シングルとして発売された。作詞作曲はスウィフト、ユーリー、ジョエル・リトルの共作で、スウィフトとリトルはプロデューサーも務めた。マーチングバンドのドラムラインを主体としたバブルガム・ポップやシンセポップのアップビートの楽曲で、「自身の個性を受け入れること」や「自己肯定感」や「自己愛」について歌っている。
Billboard Hot 100では第100位で初登場し、翌週に最高位2位を記録した。アメリカレコード協会からはダブル・プラチナ認定を受けている。アメリカ以外にもオーストラリア、カナダ、ポーランド、イギリスなどの国のシングルチャートで上位10位以内に入り、プラチナ認定を受けた。

## 背景
2019年4月13日、公式サイト上で13日後の「4月26日」に終了する謎のカウントダウンが公開された。カウントダウン開始後には、7作目のスタジオ・アルバムのアートワークおよび同作の収録曲に関するヒントと思わしき画像が連日公開された。4月25日、テネシー州ナッシュビルにストリートアーティストであるケルシー・モンタギューによって描かれた蝶の羽と「ME!」と書かれた壁画が披露され、この場にスウィフトがサプライズで現れた。当初モンタギューは、壁画はABCやESPN、2019年のNFLドラフトの宣伝のために依頼されたものとしていたが、スウィフトの登場によりこの壁画がカウントダウン企画の一環であることが明らかになった。NFLドラフト中のABCのロビン・ロバーツによる取材やその後自身の公式Instagramで4月26日午前0時（アメリカ東部標準時）に新曲「ME!」の発売とミュージック・ビデオを公開することを発表し、併せて同作にパニック!アット・ザ・ディスコのブレンドン・ユーリーが参加したことを発表した。

## 曲の構成
ポップソングにはみんなの頭の中をぐるぐる回って離れない力がある。だから私はそのポップソングの力で、みんなが自分自身に対して心地よくいられるようにしたいと思ったの—ABCの取材でのテイラー・スウィフトのコメント

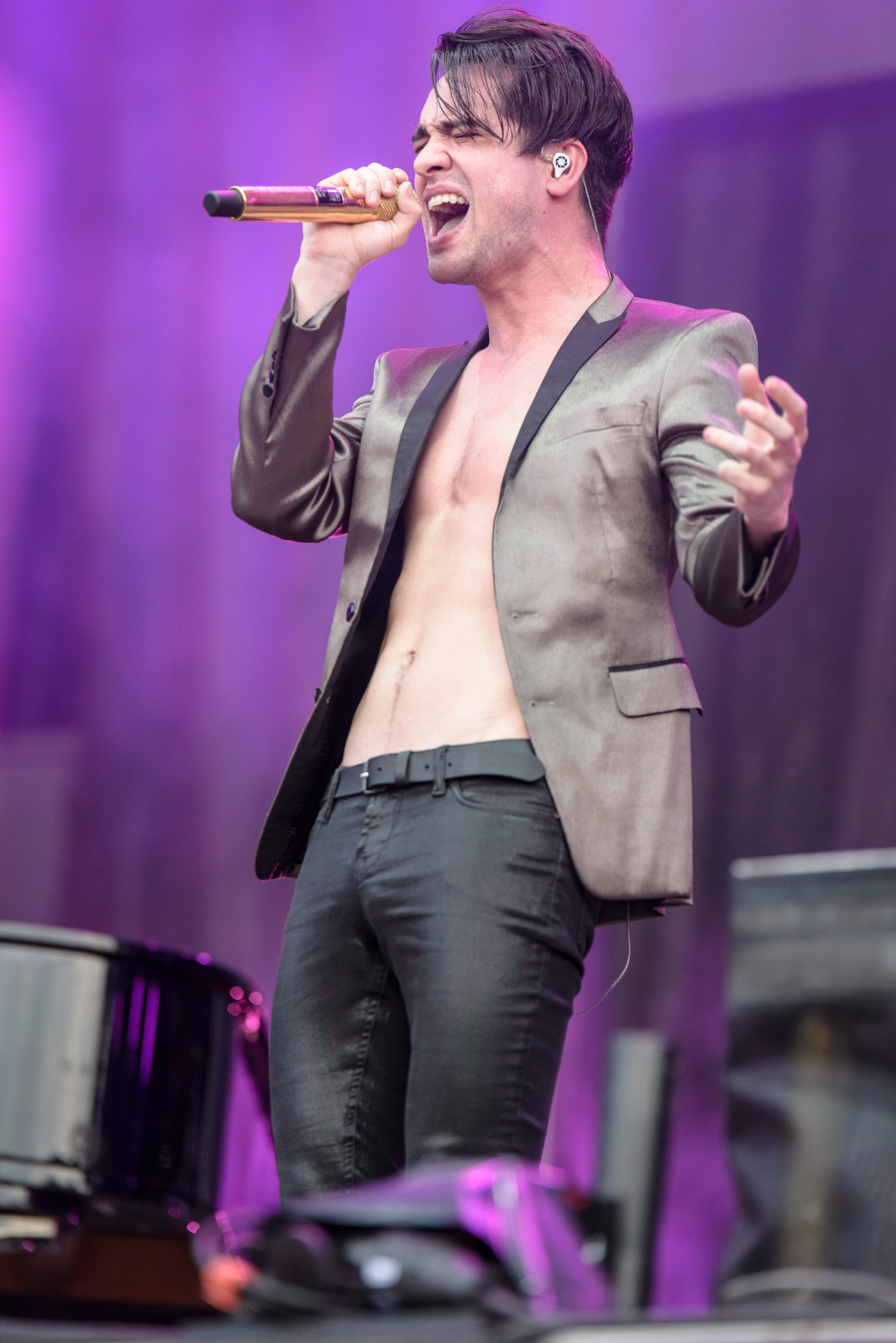
本作にゲスト・ボーカルおよび共作者として携わったパニック!アット・ザ・ディスコのブレンドン・ユーリー

「ME!」はマーチングバンドのドラムラインを主体としたバブルガム・ポップやシンセポップの楽曲。作詞作曲はスウィフト、ジョエル・リトル、パニック!アット・ザ・ディスコのブレンドン・ユーリーの共作で、プロデュースはスウィフトとリトルの共同プロデュースとなっている。ユーリーはスウィフトからビデオのコンセプトの説明を受けてから、ボーカルの録音を行なった。
ABCのロビン・ロバーツによる取材で、スウィフトは『ME!』は自分の個性を受け入れ、それを祝福し認めることについて歌ったものなの。私はこう思っている。と語っている。
曲はCメジャーのキー、91BPMのテンポで演奏される。C-Am-F-Gのコード進行が使用されている。ボーカルの声域はF3からE5。
2019年8月21日、アルバムバージョンを含む本作に関するすべてのバージョンから「Hey, kids, spelling is fun!」という一節が削除されたことが報じられた。

## 評価
経済雑誌『フォーブス』のヒュー・マッキンタイアは本作を「単なるポップソングではなく、我々が求めている一時的な現実逃避」と称した。イギリスの新聞『インデペンデント』のロイシン・オコナーは「今日までのキャリア史上最も劇的な改革といえる1曲の中で、スウィフトはまたまた伝わりやすいポップなフックに精通していることを証明している」と述べた。アメリカのニュース雑誌『タイム』のレイサ・ブルーナーは「スウィフトはいつもの明確な曲作りから一転して、自己愛の讃美歌を出してきた」と述べ、「スウィフトの最も記憶に残る作品のような心を打つ曲ではないが、強い主張をしている」と付け加えた。
アメリカの月刊雑誌『アトランティック』のスペンサー・コーンハーバーは、本作について「かつてスウィフトに対して興味を起こさせた要素はほとんどないが、コーラスにはイルカの甲高い声が入っている」と述べた。『The Ringer』のロブ・ハーヴィラは、本作を「頭にこびりつくコーラスと確実なまでにそれをやるわざとらしい陰湿さを持った甘ったるいまぬけなディズニー・ポップ」と見なした。音楽メディア『ピッチフォーク』のアンナ・ガカは「スウィフトの楽曲の最悪かつ一番の短所の見本となる楽曲」と主張し、「この曲よりもいい曲を書くことは難しくない」と付け加えた。イギリスの週刊音楽雑誌『ニュー・ミュージカル・エクスプレス』のライアン・デイリーは、本作の歌詞について「グリーティングカードやスローガンTシャツに印刷され、力づけるように売られた中身のない「#positivity」みたいなただの自己愛や（自己）需要にまつわるうわっつらのメッセージング」と述べた。『ロサンゼルス・タイムズ』のマイケル・ウッドは「スウィフト史上歌詞が弱い」曲とし、「スウィフトにまつわる我々の考えをよくするものがない」と評した。オンラインマガジン『スレート』のカール・ウィルソンは「ふわっとしていて取るに足らない」曲と称した。ニュースサイト『ザ・テレグラフ』のケイト・ソロモンは、「スウィフトは今日までで（スウィフトの）最もポップな曲になるかもしれない曲を作り上げた」と見なす一方で、「Hey kids, spelling is fun!」という一節に対しては否定的な見解を示した。ニュージーランドのオンラインマガジン『The Spinoff』のアリス・ウェブ・リダルも曲の途中までは「好きになれそうだった」とし、「Hey kids, spelling is fun!」という一節に不快感を示している。同じく『The Spinoff』のマシュー・マッコーリーは、ユーリーが「あらゆる手を尽くして、台無しにした」と述べた。『エンターテインメント・ウィークリー』のラリー・フィッツモーリスは「パニック!アット・ザ・ディスコのブレンドン・ユーリーの力を借りた目も眩むほどの自己肯定感の断片」と称した。音楽評論家のロブ・シェフィールドは、「群を抜いて最も弱い曲」とし、本作におけるユーリーのボーカルにも不快感を示した。

## 受賞・ノミネート歴
| 年   | 賞                                       | カテゴリ                                              | 結果       | 注     |
| ---- | ---------------------------------------- | ----------------------------------------------------- | ---------- | ------ |
| 2019 | MTVヨーロッパ・ミュージック・アワード    | 最優秀ビデオ賞                                        | 受賞       | [ 33 ] |
| 2019 | MTV Video Music Awards                   | 最優秀コラボレーション賞                              | ノミネート | [ 34 ] |
| 2019 | MTV Video Music Awards                   | 最優秀視覚効果賞                                      | 受賞       | [ 34 ] |
| 2019 | MTV Video Music Awards                   | 最優秀撮影賞                                          | ノミネート | [ 34 ] |
| 2019 | MTV Video Music Awards Japan             | 最優秀洋楽女性アーティストビデオ賞                    | 受賞       | [ 35 ] |
| 2019 | ピープルズ・チョイス・アワード           | ミュージック・ビデオ賞                                | ノミネート | [ 36 ] |
| 2019 | ティーン・チョイス・アワード             | チョイス・ソング（女性アーティスト）                  | ノミネート | [ 37 ] |
| 2019 | ティーン・チョイス・アワード             | チョイス・ポップ・ソング                              | ノミネート | [ 37 ] |
| 2019 | ダンス・マガジン・アワード               | 最優秀ミュージック・ビデオ賞                          | 受賞       | [ 38 ] |
| 2019 | ギネス世界記録                           | VEVOで24時間で最も再生された映像                      | 受賞       | [ 39 ] |
| 2019 | ギネス世界記録                           | 24時間で最も多く見られたソロアーティストのYouTube映像 | 受賞       | [ 40 ] |
| 2020 | iHeartRadio Music Awards                 | ベストミュージック・ビデオ                            | ノミネート | [ 41 ] |
| 2020 | iHeartRadio Music Awards                 | フェイバリット・ミュージック・ビデオ・コレオグラフィ  | ノミネート | [ 41 ] |
| 2020 | ニコロデオン・キッズ・チョイス・アワード | お気に入りのコラボレーション                          | ノミネート | [ 42 ] |
| 2020 | ASCAPポップ・ミュージック・アワード      | カテゴリなし                                          | 受賞       | [ 43 ] |
| 2020 | HITOミュージック・アワード               | ベスト・ウエスタン・ソング                            | 受賞       | [ 44 ] |
| 2020 | BMIポップ・アワード                      | カテゴリなし                                          | 受賞       | [ 45 ] |
| 2020 | BMIポップ・アワード                      | パプリッシャー・オブ・ザ・イヤー（ソニー/ATV）        | 受賞       | [ 45 ] |

## 商業的な成功
本作は全世界のAmazon Music上で配信直後に最も再生されたトップ・シングル曲となり、同サービスでAlexaに対して最も音声でリクエストされたシングルともなった。Spotifyでは2019年4月26日付の累計ストリーミング数が794万回を記録し、同サービスの世界チャートで第1位を獲得した。
アメリカのBillboard Hot 100では第100位で初登場し、翌週の同チャートでリル・ナズ・X featuring ビリー・レイ・サイラスの「オールド・タウン・ロード」に次ぐ第2位を記録した。同チャートにおける前週からの上昇幅としては、2009年2月7日付のチャートでのケリー・クラークソンの「ウィズアウト・ユー」の記録（前週97位⇒第1位）を塗り替え、当時の最高記録となった。Digital Song Salesでは193,000ダウンロードを売り上げて第1位を獲得し、Streaming Songsではアメリカ国内における累計ストリーミング数5070万回を記録して第2位で初登場した。カナダのCanadian Hot 100では最高位2位、同国でのデジタル・ソングス・チャートでは第1位を獲得した。
全英シングルチャートでは初登場3位を記録。2021年7月時点で、同チャート史上4番目に売れたスウィフトのコラボ曲となった。このほかにも複数の国のチャートでは首位獲得や上位10位入りを果たした（後述を参照）。

## ミュージック・ビデオ
「ME!」のミュージック・ビデオは、2019年4月26日午前0時（アメリカ東部標準時）にYouTube上で公開された。監督はスウィフトとデイヴ・マイヤーズの2人で務めた。ミュージック・ビデオは公開から24時間以内に6520万回再生され、ソロ・アーティストおよび女性アーティストとして史上最高記録となった。本作の24時間の再生回数は、2017年8月27日に公開された「ルック・ホワット・ユー・メイド・ミー・ドゥ」のミュージック・ビデオ（4,320万回再生）の約1.5倍の回数となる。
ミュージック・ビデオはスウィフトとユーリーが演じるカップルがフランス語で喧嘩をするシーンから始まり、激怒したスウィフトが部屋を出るとキャンディーを連想させる夢の世界に入っていくという内容になっている。『BBCニュース』のマーク・サヴェージは冒頭の喧嘩のシーンがパニック!アット・ザ・ディスコの「君がやってくれた方がいいのに」のミュージック・ビデオを連想させるとし、ビデオの一部演出について『ロシュフォールの恋人たち』（1967年公開）や『メリー・ポピンズ』（1964年）などミュージカル映画からの影響を指摘している。
ミュージック・ビデオの公開に際して、スウィフトは自身のSNS上で本作のミュージック・ビデオに後に発売するアルバムや次に発売する新曲のタイトルが隠されていることを明言しており、ラジオ局「キャピタルFM」の取材でビデオの中にイースターエッグを隠しているような感じね。第1段階としてこれから数ヶ月間に起きることを予測できるようなものが隠してあるの。それから第2段階としてアルバムで意味が明かされるようなイースターエッグも隠してある。イースターエッグの中に隠されたイースターエッグが第3段階ね。これはツアーで明らかにされると語っている。劇中にはディクシー・チックスの肖像画が登場しており、ファンの間では後に発売されたディクシー・チックスとのコラボ曲「スーン・ユール・ゲット・ベター」を指すものと見なされている。ビデオの制作について、スウィフトはミュージックビデオ作りを面白くしてくれたのはファンたちよ。ビデオのプランを考えているときにビデオ全体で宝物探しをしたら面白いって思ったの。私にとってはヒントや手がかりをビデオの中に隠さないでビデオを作っていたときよりもずっと面白いわ。そういうのが大好きなの！と語っている。
5月1日にはリリックビデオが公開された。

### 受容
2019年のMTV Video Music Awardsでは3部門にノミネートし、このうち最優秀視覚効果賞を受賞した。
前述のとおり、公開から24時間で6520万回再生されており、2019年にギネス世界記録から「VEVOで24時間で最も再生された映像」と「24時間で最も多く見られたソロアーティストのYouTube映像」の認定を受けた。公開から79時間を迎えた5月2日には再生回数が1億回を突破した。
週刊誌『バラエティ』のクリス・ウィルマンは、ビデオについて「子供向けの幻覚世界」の中で瞬間的に「多幸感」を誘発させる「超現実的な歓喜」を描いた作品と説明した。

## ライブ演奏
2019年5月1日、スウィフトとユーリーは『ビルボード・ミュージック・アワード2019』でオープニング・アクトを務め、本作を披露した。同式典でのパフォーマンスでは、ピンクの衣装を着たドラマーの一団が登場したほか、ユーリーが傘を持って降りて来るなどミュージック・ビデオの世界観が再現された。同月21日に放送されたNBC『ザ・ヴォイス』第6シーズンのフィナーレや、6月1日に開催された『Wango Tango』でも披露された。同月23日に放送されたプロジーベン『ジャーマニーズ・ネクスト・トップ・モデル』第14シーズンのフィナーレ、同月25日に放送されたBBC One『グレアム・ノートン・ショー』と『ザ・ヴォイス』のフランス版ではスウィフトのソロバージョンで披露された。7月10日に開催された『Amazonプライムデー コンサート』ではヘッドライナーを務め、「ユー・ニード・トゥ・カーム・ダウン」やこれまでに発売されたアルバムに収録された楽曲を含む数曲と共に披露した。
8月22日にセントラル・パークで開催されたABC『グッド・モーニング・アメリカ』のサマー・コンサートでは「ユー・ニード・トゥ・カーム・ダウン」や「シェイク・イット・オフ」と共に披露。9月9日、オランピアで行なった一夜限りの完全招待ライブ『City of Lover』で披露。同公演での演奏は、2020年5月17日に配信限定シングルとして発売された。その後2019年10月19日にロサンゼルスで開催されたチャリティーコンサート『We Can Survive』、11月7日に放送された日本テレビ系『スッキリ』、11月10日にメルセデス・ベンツアリーナで開催されたアリババグループのパーティー、12月8日にロンドンで開催された『Jingle Bell Ball 2019』、12月13日にニューヨークで開催された『2019 iHeartRadio Jingle Ball』でも披露された。
2023年の『The Eras Tour』ではセットリストに含まれていなかったものの、同年11月20日のリオデジャネイロ公演で「サプライズソング」として披露された。

## 楽曲の使用例やカバー
「ME!」は2019年に放送され、スウィフト自身も出演したキャピタル・ワンのテレビCMで使用された。日本では、日本テレビ系『ザ!世界仰天ニュース』の10月から12月期のエンディングテーマとして使用された。
2019年5月29日、アメリカのデュオであるニキ・アンド・ガビがYouTube上で本作のパロディ動画を公開した。2021年6月28日には韓国のガールズグループであるTWICEのツウィが「TZUYU MELODY PROJECT」の一環で、Stray Kidsのバンチャンをゲスト・ボーカルに迎えた本作のカバー映像を公開した。カバー動画の公開に先駆けて6月22日に公開された10秒間のティザー映像は、1日で170万回の再生回数を記録した。

## クレジット
※出典
- テイラー・スウィフト – ボーカル、作詞作曲、プロデュース
- ジョエル・リトル – プロデュース、作詞作曲、打ち込みのドラム、ギター、キーボード、レコーディング・エンジニア、シンセサイザー
- ブレンドン・ユーリー – ボーカル、作詞作曲
- ジョン・ルーニー – レコーディング・エンジニア（アシスタント）
- セルバン・ゲネア – ミキシング
- ジョン・ヘインズ – ミキシング
- ランディ・メリル – マスタリング

## チャート

### 週間チャート
| チャート (2019年)                         | 最高位 |
| ----------------------------------------- | ------ |
| アルゼンチン (Argentina Hot 100)          | 42     |
| オーストラリア (ARIA)                     | 2      |
| オーストリア (Ö3 Austria Top 40)          | 7      |
| ベルギー (Ultratop 50 Flanders)           | 20     |
| ベルギー (Ultratop 50 Wallonia)           | 36     |
| ボリビア (Monitor Latino)                 | 7      |
| カナダ (Canadian Hot 100)                 | 2      |
| カナダ AC (Billboard)                     | 2      |
| カナダ CHR/Top 40 (Billboard)             | 4      |
| カナダ Hot AC (Billboard)                 | 3      |
| China Airplay/FL (Billboard)              | 1      |
| CIS (Tophit)                              | 131    |
| コロンビア (National-Report)              | 23     |
| コスタリカ (Monitor Latino)               | 6      |
| クロアチア (HRT)                          | 3      |
| チェコ (Rádio – Top 100)                  | 6      |
| チェコ (Singles Digitál Top 100)          | 5      |
| デンマーク (Tracklisten)                  | 19     |
| エクアドル (National-Report)              | 1      |
| エルサルバドル (Monitor Latino)           | 3      |
| エストニア (Eesti Tipp-40)                | 5      |
| Euro Digital Songs (Billboard)            | 1      |
| フィンランド (Suomen virallinen lista)    | 16     |
| フランス (SNEP)                           | 66     |
| ドイツ (GfK Entertainment charts)         | 12     |
| ギリシャ インターナショナル (IFPI)        | 4      |
| グアテマラ (Monitor Latino)               | 15     |
| ホンジュラス (Monitor Latino)             | 10     |
| ハンガリー (Single Top 40)                | 1      |
| ハンガリー (Stream Top 40)                | 4      |
| アイルランド (IRMA)                       | 5      |
| アイスランド (Tónlistinn)                 | 4      |
| イタリア (FIMI)                           | 19     |
| 日本 (Japan Hot 100)                      | 6      |
| Japan Hot Overseas (Billboard JAPAN)      | 1      |
| 日本 (オリコン合算シングル)               | 22     |
| ラトビア (LAIPA)                          | 4      |
| リトアニア (AGATA)                        | 5      |
| Luxembourg Digital Song Sales (Billboard) | 4      |
| マレーシア (RIM)                          | 2      |
| メキシコ (Monitor Latino)                 | 2      |
| Mexico Airplay (Billboard)                | 1      |
| オランダ (Dutch Top 40)                   | 17     |
| オランダ (Single Top 100)                 | 21     |
| ニュージーランド (Recorded Music NZ)      | 3      |
| ニカラグア (Monitor Latino)               | 1      |
| ノルウェー (VG-lista)                     | 9      |
| パナマ (Monitor Latino)                   | 9      |
| ペルー (Monitor Latino)                   | 19     |
| ポーランド (Polish Airplay Top 100)       | 10     |
| ポルトガル (AFP)                          | 11     |
| Portugal Digital Songs (Billboard)        | 1      |
| スコットランド (Official Charts Company)  | 1      |
| シンガポール (RIAS)                       | 21     |
| スロバキア (Rádio – Top 100)              | 9      |
| スロバキア (Singles Digitál Top 100)      | 4      |
| 韓国 (ガオンチャート)                     | 137    |
| スペイン (PROMUSICAE)                     | 36     |
| スウェーデン (Sverigetopplistan)          | 11     |
| スイス (Schweizer Hitparade)              | 12     |
| UK シングルス (OCC)                       | 3      |
| US Billboard Hot 100                      | 2      |
| US Adult Contemporary (Billboard)         | 6      |
| US Adult Top 40 (Billboard)               | 5      |
| US Dance/Mix Show Airplay (Billboard)     | 19     |
| US Dance Club Songs (Billboard)           | 8      |
| US Pop Airplay (Billboard)                | 7      |
| US Rolling Stone Top 100                  | 27     |
| ベネズエラ (National-Report)              | 10     |

### 年間チャート
| チャート (2019年)                       | 順位 |
| --------------------------------------- | ---- |
| アルゼンチン (Monitor Latino)           | 31   |
| オーストラリア (ARIA)                   | 68   |
| ベルギー (Ultratop Flanders)            | 80   |
| ボリビア (Monitor Latino)               | 84   |
| カナダ (Canadian Hot 100)               | 35   |
| コスタリカ (Monitor Latino)             | 66   |
| エルサルバドル (Monitor Latino)         | 51   |
| グアテマラ (Monitor Latino)             | 79   |
| ホンジュラス (Monitor Latino)           | 52   |
| ハンガリー (Single Top 40)              | 85   |
| ハンガリー (Stream Top 40)              | 85   |
| アイスランド (Tónlistinn)               | 95   |
| Japan Hot Overseas (Billboard JAPAN)    | 7    |
| Japan Streaming Songs (Billboard JAPAN) | 75   |
| メキシコ (Monitor Latino)               | 50   |
| ニカラグア (Monitor Latino)             | 40   |
| オランダ (Dutch Top 40)                 | 95   |
| パナマ (Monitor Latino)                 | 77   |
| ポーランド (ZPAV)                       | 100  |
| ポルトガル (AFP)                        | 193  |
| UK シングルス (Official Charts Company) | 71   |
| US Billboard Hot 100                    | 43   |
| US Adult Contemporary (Billboard)       | 18   |
| US Adult Pop Songs (Billboard)          | 22   |
| US Pop Songs (Billboard)                | 41   |
| US Rolling Stone Top 100                | 50   |

## 認定
| 国/地域                                                     | 認定        | 認定/売上数 |
| ----------------------------------------------------------- | ----------- | ----------- |
| オーストラリア (ARIA)                                       | 5× Platinum | 350,000     |
| オーストリア (IFPI Austria)                                 | Platinum    | 30,000      |
| ブラジル (ABPD)                                             | Diamond     | 160,000     |
| カナダ (Music Canada)                                       | Platinum    | 80,000      |
| デンマーク (IFPI Danmark)                                   | Gold        | 45,000      |
| ドイツ (BVMI)                                               | Gold        | 200,000     |
| イタリア (FIMI)                                             | Gold        | 35,000      |
| メキシコ (AMPROFON)                                         | Gold        | 30,000      |
| ニュージーランド (RMNZ)                                     | Gold        | 15,000      |
| ノルウェー (IFPI Norway)                                    | Gold        | 30,000      |
| ポーランド (ZPAV)                                           | Platinum    | 20,000      |
| ポルトガル (AFP)                                            | Platinum    | 10,000      |
| スペイン (PROMUSICAE)                                       | Gold        | 30,000      |
| イギリス (BPI)                                              | Platinum    | 600,000     |
| アメリカ合衆国 (RIAA)                                       | 2× Platinum | 2,000,000   |
| ストリーミング                                              |             |             |
| 日本 (RIAJ)                                                 | 2× Platinum | 200,000,000 |
| 認定のみに基づく売上数と再生回数 · 認定のみに基づく再生回数 |             |             |

## 発売日一覧
| 国/地域        | 発売日         | 規格                                                  | バージョン                                                               | レーベル     | 注              |
| -------------- | -------------- | ----------------------------------------------------- | ------------------------------------------------------------------------ | ------------ | --------------- |
| 複数の国/地域  | 2019年4月26日  | 音楽配信                                              | オリジナル                                                               | リパブリック | [ 212 ]         |
| イタリア       | 2019年4月26日  | エアプレイ                                            | オリジナル                                                               | アイランド   | [ 213 ]         |
| アメリカ合衆国 | 2019年4月29日  | アダルト・コンテンポラリー・ラジオ                    | オリジナル                                                               | リパブリック | [ 214 ]         |
| アメリカ合衆国 | 2019年4月30日  | コンテンポラリー・ヒット・ラジオ                      | オリジナル                                                               | リパブリック | [ 215 ]         |
| 複数の国/地域  | 2019年5月1日   | 7インチ、12インチ・ピクチャー・ディスク、CD、音楽配信 | ビルボード・ミュージック・アワード・エクスクルーシブ・ライブ・リハーサル | リパブリック | [ 216 ]         |
| 複数の国/地域  | 2019年5月1日   | 7インチ、12インチ・ピクチャー・ディスク、CD、音楽配信 | オリジナル                                                               | リパブリック | [ 216 ] [ 217 ] |
| 中国           | 2019年12月14日 | CD                                                    | オリジナル                                                               | 星外星唱片   | [ 218 ]         |
| 複数の国/地域  | 2020年5月17日  | 音楽配信                                              | ライブ                                                                   | リパブリック | [ 219 ]         |